# 1896年夏季奧林匹克運動會體操比賽—男子吊環
1896年夏季奧運會男子吊環體操比賽是該屆奧運會體操項目中的其中一個比賽項目，亦是體操比賽的最後一項比賽，於4月9日舉行。來自三個國家的八名選手參加比賽。希臘選手揚尼斯·米特羅普洛斯及彼得羅斯·佩爾薩基斯獲得金牌和銅牌，而赫爾曼·魏因加特納則贏得了他的第五枚奧運獎牌。比賽的第1-3名和第5名已經確定，但第4名的情況不清楚，任何四名名次未知的選手都可能排名第四。

## 賽程
| 日期         | 階段 |
| ------------ | ---- |
| 1896年4月9日 | 決賽 |

## 比賽結果
關於男子吊環比賽的評判和排名情況，有一些記錄留存下來。據報導當時的評判會給每位選手評分，並根據評分來決定他們在比賽中的排名。在男子吊環比賽中，有三名評判把米特羅普洛斯排名第一，而另外三名評判則把魏因加特納排名第一。最終，由希臘乔治王子決定結果，他支持米特羅普洛斯使他贏得金牌。
| 排名   | 選手                | 國家   |
| ------ | ------------------- | ------ |
| 金牌   | 揚尼斯·米特羅普洛斯 | 希腊   |
| 銀牌   | 赫爾曼·魏因加特納   | 德国   |
| 銅牌   | 彼得羅斯·佩爾薩基斯 | 希腊   |
| 5      | 卡尔·舒曼           | 德国   |
| 4, 6–8 | 康拉德·伯克尔       | 德国   |
| 4, 6–8 | 阿尔弗雷德·弗拉托   | 德国   |
| 4, 6–8 | 古斯塔夫·弗拉托     | 德国   |
| 4, 6–8 | 德西德里烏斯·韋恩   | 匈牙利 |